# 衛温
衛 温（えい おん、? - 231年）は、中国三国時代の呉の将軍。

## 生涯
黄龍2年（230年）春、孫権は衛温と諸葛直に武装兵1万を率いさせ、夷洲・亶洲へ向かわせた上で、未知地域の調査と現地民との交誼を行なう事を計画した。陸遜と全琮が反対したが、孫権の命により計画は実行に移された。
約1年後、衛温と諸葛直は帰国したが、亶洲へは遠すぎたため到達できなかった。また兵の八割から九割を疫病で失い（『呉主伝』）、成果は夷洲の現地民を数千人連れ帰っただけであった。衛温と諸葛直は、詔に背いて目的が果たせなかったとして、二人とも獄に繋がれ誅殺された。